# Bernhard Eisel
Bernhard Eisel (Voitsberg, 17 de febrero de 1981) es un ciclista austriaco que fue profesional entre 2001 y 2019. Desde 2022 es director deportivo del Red Bull-BORA-hansgrohe.

## Trayectoria
Su debut profesional se dio en 2001 con el equipo italiano Mapei Quickstep. Su principal característica era su punta de velocidad y su buen desempeño en las clásicas de pavés, logrando la mayoría de sus triunfos en las llegadas al sprint. En 2004 participó en los Juegos Olímpicos de Atenas.
El 14 de enero de 2020 anunció su retirada como ciclista profesional a los 38 años de edad.

## Palmarés
| 2002 - Radclassic-Gleisdorf 2003 - 1 etapa del GP Erik Breukink - 1 etapa del Tour de Limousin 2004 - 1 etapa del Critérium des Espoirs 2005 - 1 etapa del Gran Premio Internacional Costa Azul - 2 etapas de la Vuelta al Algarve - 1 etapa de la Vuelta a Suiza 2006 - 1 etapa del Tour de Catar - 1 etapa de la Vuelta al Algarve - 1 etapa de los Tres Días de La Panne | 2007 - 1 etapa de la Vuelta al Algarve - Lancaster Classic - Reading Classic 2008 - 1 etapa de la Vuelta al Algarve - París-Bourges 2009 - 1 etapa de la Vuelta a Suiza - 3.º en el Campeonato de Austria en ruta 2010 - Gante-Wevelgem 2014 - 3.º en el Campeonato de Austria en ruta |

## Resultados en Grandes Vueltas y Campeonatos del Mundo
| Carrera         | Carrera         | 2001 | 2002  | 2003 | 2004  | 2005  | 2006  | 2007  | 2008  | 2009  | 2010  | 2011  | 2012  | 2013 | 2014  | 2015  | 2016  | 2017  | 2018 | 2019 |
| --------------- | --------------- | ---- | ----- | ---- | ----- | ----- | ----- | ----- | ----- | ----- | ----- | ----- | ----- | ---- | ----- | ----- | ----- | ----- | ---- | ---- |
|                 | Giro de Italia  | —    | —     | 63.º | —     | —     | —     | —     | —     | —     | —     | —     | 152.º | —    | 138.º | 143.º | —     | —     | —    | —    |
|                 | Tour de Francia | —    | —     | —    | 131.º | 143.º | 106.º | 121.º | 141.º | 150.º | 156.º | 161.º | 146.º | —    | 126.º | —     | 171.º | 153.º | —    | —    |
|                 | Vuelta a España | —    | —     | —    | —     | Ab.   | Ab.   | —     | —     | —     | Ab.   | —     | —     | —    | —     | —     | —     | —     | —    | —    |
| Mundial en Ruta | Mundial en Ruta | —    | 151.º | 23.º | —     | 110.º | 11.º  | —     | —     | —     | 65.º  | 158.º | —     | Ab.  | Ab.   | —     | Ab.   | —     | —    | —    |

—: no participa

Ab.: abandono

## Equipos
- Mapei-Quick Step (2001-2002)
  - Mapei-Quick Step (2001)
  - Mapei-Quick Step-Latexco (2002)
- Française des Jeux (2003-2006)
  - Fdjeux.com (2004)
  - FDJeux.com (2005)
  - Française des Jeux (2005-2006)
- T-Mobile Team (2007)
- High Road/Columbia/HTC (2008-2011)
  - Team High Road (2008)[3]
  - Team Columbia (2008)
  - Team Columbia-High Road (2009)[3]
  - Team Columbia-HTC (2009)
  - Team HTC-Columbia (2010)
  - Team HTC-Highroad (2011)
- Sky (2012-2015)
  - Sky Procycling (2012-2013)
  - Team Sky (2014-2015)
- Dimension Data (2016-2019)